# Ceratocnemum rapistroides
Ceratocnemum rapistroides là một loài thực vật có hoa trong họ Cải. Loài này được Coss. & Balansa mô tả khoa học đầu tiên năm 1873.